# Minnesota
Minnesota (AFI: [ˌmɪnəˈsoʊɾə]) este unul din cele 50 de state ale Statelor Unite ale Americii situat în regiunea numită Midwestern a Uniunii.  Este al 12-lea stat ca mărime, cu o suprafață de 87,014 square miles sau 225.365 km².  Statul de azi Minnesota a fost "croit" din partea estică a Teritoriului Minnesota (conform originalului, Minnesota Territory) și admis în Uniune ca ce de-al treizeci și doilea stat al acesteia în 11 mai 1858.  Populația statului, care este peste 5 milioane de locuitori, este mai ales de descendență europeană.  Cele mai largi grupuri care sunt de o altă descendență sunt africani americani, asiatici, hispanici, nativi americani și comunități compacte, relativ recent imigrate, de somalezi și hmong.
Mai mult de jumătate din populația statului Minnesota locuiește în zona metropolitană numită Twin Cities, zona metropolitană a orașelor Minneapolis și St. Paul, centrul de transport, afaceri, industrial și de artă al statului.  Restul statului, care este adesea numit Greater Minnesota, constă din preriile vestice, care azi sunt folosite pentru a produce la standardele unei agriculturii intensive de mare calitate, pădurile estice de foioase, de asemenea locuite și cultivate și mai slab populata zonă nordică a statului, care este o pădure boreală.  Statul este cunoscut și sub numele de "Pământul celor 10.000 de lacuri", prin comparație cu Finlanda, datorită numeroaselor lacuri și altor forme de apă dulce, care creează atât rezidenților cât și turiștilor condiții excelente de drumețit și de petrecere a timpului liber în zone extrem de frumoase.
Extremele climatice ale statului Minnesota sunt în "contrast" cu moderația oamenilor ce locuiesc acolo.  Statul este cunoscut pentru politica și politica sa socială moderat-progresistă, respectiv pentru implicarea civilă și procentul ridicat de voturi exprimate.  Minnesota se situează printre cele mai sănătoase state ale națiunii, ca sumare a unor indicatori multipli, fiind în același timp unul din statele Uniunii care are una dintre cele mai educate și literate populații.

## Originea numelui
Cuvântul Minnesota provine din limba tribului Dakota, limba Sioux pentru râul Minnesota, mnisota. Mni (câteodată mini ori minne) care se traduce prin "apă".  Mnisota este tradus prin "apă de culoarea cerului" sau prin "apă oarecum înnorată". Nativi americani demonstraseră numele râului primilor  stabiliți prin picurarea de lapte în apă și numind fenomenul mnisota.  Multe ocuri din stat conțin cuvântul Dakota pentru apă, printre care se pot enumera Minnehaha Falls ("Cădere de apă", Minneiska ("Apă albă"), Minnetonka, ("Apa cea mare"), Minnetrista ("Apă răsucită/curbată") și numele orașului Minneapolis, care este o combinație între mni și cuvântul din greaca veche desemnând un "oraș", polis.

## Climat

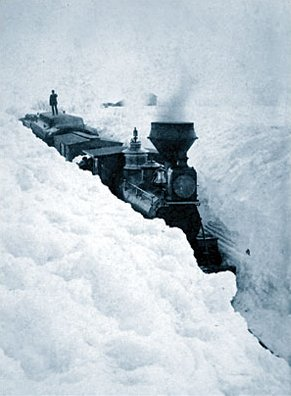
Tren blocat în zăpadă în sudul statului Minnesota, 29 martie 1881 (!!).

## Demografie

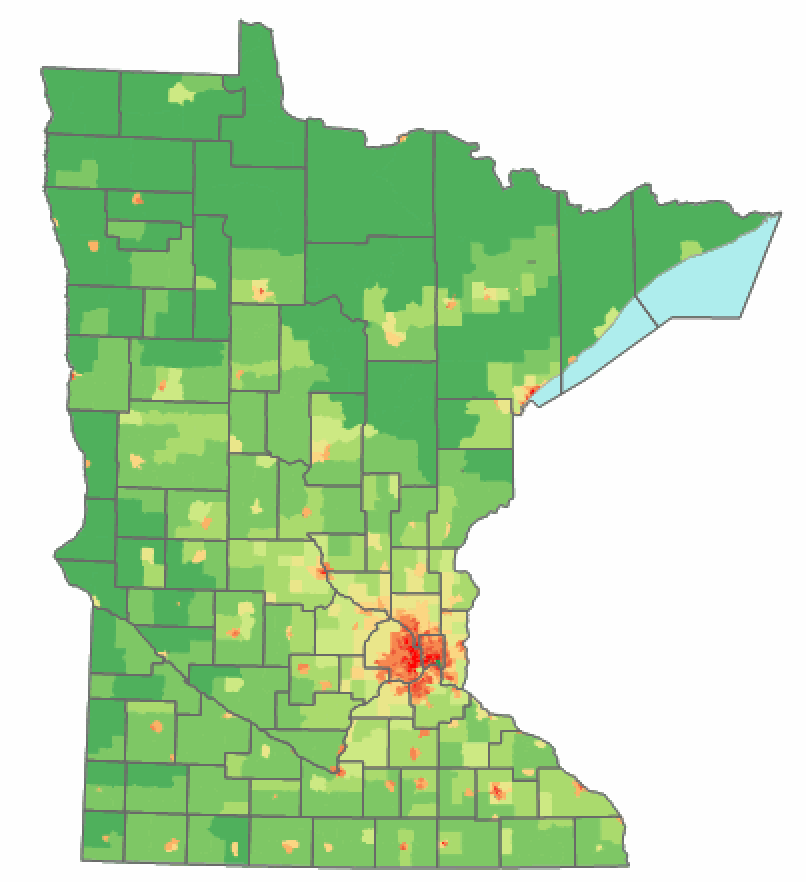
Densitatea populației statului Minnesota

### 2010
Populația totală a statului în 2010: 5,303,925
Structura rasială în conformitate cu recensământul din 2010:
- 85.3% Albi (4,524,062)
- 5.2% Negri (274,412)
- 1.1% Americani Nativi (60,916)
- 4.0% Asiatici (214,234)
- 0.0% Hawaieni Nativi sau locuitori ai Insulelor Pacificului (2,156)
- 2.4% Două sau mai multe rase (125,145)
- 2.0% Altă rasă (103,000)
- 4.7% Hispanici sau Latino (de orice rasă) (250,258)

## Economie

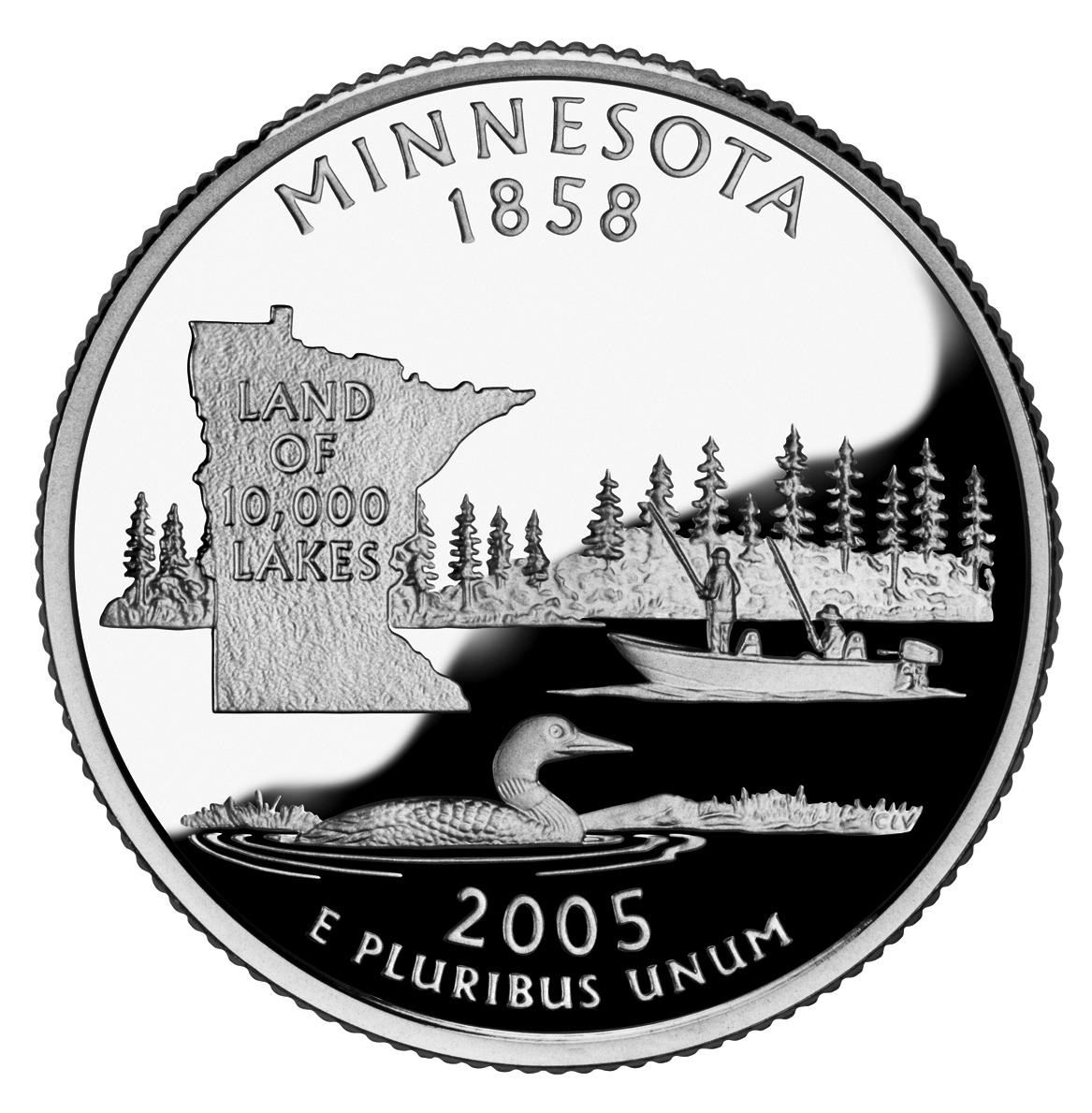
Moneda de un sfert de dolar onorând statul Minnesota, parte a seriei comemorative State Quarters.